# Euplexia calamistrata
Euplexia calamistrata är en fjärilsart som beskrevs av Moore 1882. Euplexia calamistrata ingår i släktet Euplexia och familjen nattflyn. Inga underarter finns listade i Catalogue of Life.